# Palacio de los Juegos Mediterráneos
El Palacio de los Juegos Mediterráneos es un pabellón de deportes de Almería, España. Fue construido en 2004 e inaugurado en el año 2005 con motivo de los Juegos Mediterráneos Almería 2005.
Posee una pista central con capacidad para 5.000 espectadores, además dispone de numerosas zonas de calentamiento, salas para la práctica de diferentes deportes, una zona específica para gimnasia y diversas oficinas federativas y de clubes, además de dependencias para almacenamiento.
Se trata de una instalación multiusos, que ha albergado diferentes eventos deportivos, culturales, conciertos y citas de diferente ámbito a lo largo de su historia. Ha acogido partidos del CV Almería y del BM Ciudad de Almería. 

## Eventos
En el año 2006 se disputó la final de la Copa del Rey de balonmano.
La ‘ÑBA’, la Selección española de baloncesto, pasó por su parqué de camino a su segundo título de campeón de Europa, en el año 2011.
El 26 de septiembre de 2019 la Selección femenina de balonmano de España disputó un partido oficial valedero para la clasificación al Campeonato Europeo de Balonmano Femenino de 2020. Dicho encuentro acabó con una abultada victoria de selección española sobre la Selección femenina de balonmano de Grecia por 33-18. Cabe mencionar que todas las jugadoras españolas lograron marcar en este encuentro.